# Craig Benson (Politiker)

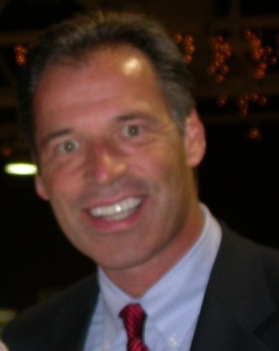
Craig Benson (2004)

Craig Benson (* 8. Oktober 1954 in New York City) ist ein US-amerikanischer Politiker. Er war von 2003 bis 2005 Gouverneur des Bundesstaates New Hampshire.

## Leben
Benson besuchte die Highschool in Chatham, New Jersey. Nach dem Bachelor-Abschluss in Finanzwirtschaft am Babson College 1977 absolvierte Benson ein betriebswirtschaftliches Studium an der Syracuse University und schloss dieses im Jahr 1979 als Master of Business Administration ab.
1983 gründete Benson das Unternehmen Cabletron Systems. Bis zu dessen Aufteilung im Jahr 2000 war Benson mit kurzen Unterbrechungen Vorstandsvorsitzender des Unternehmens.
Seit dem Ende seiner unternehmerischen Tätigkeit ist Benson Lehrbeauftragter am Babson College.
Craig Benson ist verheiratet und hat zwei Kinder.

## Politische Laufbahn
Craig Benson ist Mitglied der Republikanischen Partei. Am 5. November 2002 wurde er als deren Kandidat zum Gouverneur seines Staates gewählt. Benson trat sein neues Amt am 9. Januar 2003 an. Als Gouverneur trat er für Haushaltskürzungen ein. Bald nach seinem Amtsantritt kam es zu Unregelmäßigkeiten in seiner Regierung, vor allem bei der Vergabe von Verträgen. Darüber trat sein Justizminister Peter Heed zurück. Weitere Gerüchte über ähnliche Vorgänge führten im Jahr 2004 zu seiner Abwahl. Daher musste er am 6. Januar 2005 sein Amt aufgeben. Sein Nachfolger wurde der Demokrat John Lynch.